# Quần đảo Cayman
Quần đảo Cayman thuộc lãnh thổ hải ngoại của Vương quốc Liên hiệp Anh và Bắc Ireland, nằm ở phía Tây vùng biển Caribe, bao gồm 3 đảo: Grand Cayman, Cayman Brac và đảo Little Cayman. Với điều kiện tự nhiên thuận lợi (nước biển sâu, thắng cảnh đẹp...), nơi đây đang là điểm đến hấp dẫn cho những khách du lịch đam mê môn thể thao lặn biển.
Ngày nay, Cayman còn được biết đến như một trung tâm dịch vụ tài chính xa bờ toàn cầu; một trung tâm tài chính của quần đảo Caribe

## Lịch sử hình thành

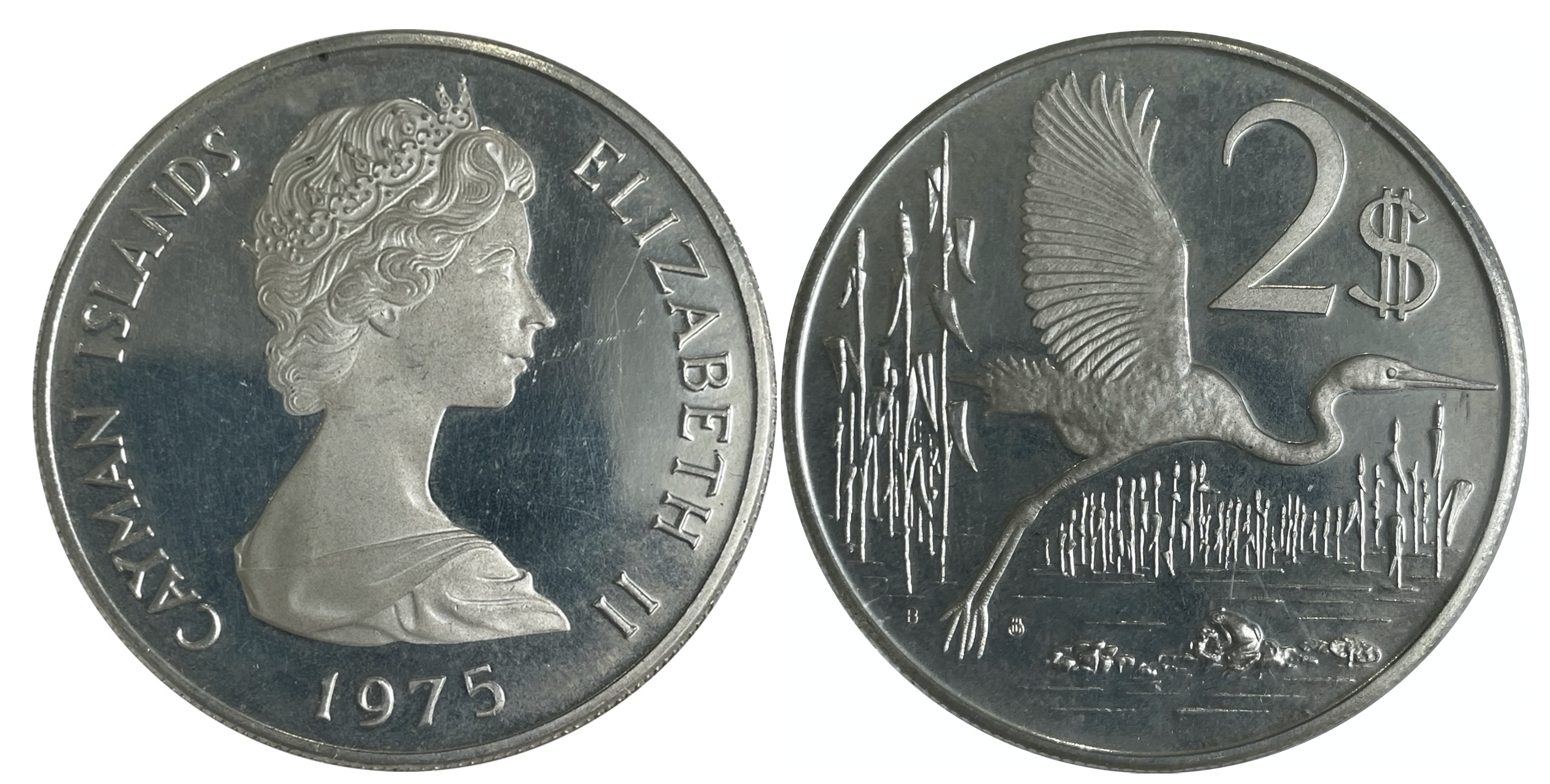
Xu bạc kỷ niệm 2 dollar Quần đảo Cayman, đúc năm 1975, với mặt trước là chân dung Nữ hoàng Elizabeth II của Anh

Ngày 10 tháng 5 1503, Christopher Columbus quan sát thấy quần đảo Cayman trong chuyến hành trình thứ tư của mình đi tìm Tân thế giới, và ông đặt tên cho quần đảo vừa nhìn thấy được là Las Tortugas theo tên loài rùa biển địa phương. Theo ghi nhận, người đầu tiên đặt chân lên đảo là Phó Đô đốc người Anh Francis Drake năm 1586. Cái tên Cayman chính thức có từ đây (Cayman có cách đọc gần giống Caiman - dùng để chỉ loài cá sấu Nam Mỹ sống ở các quốc gia vùng Caribe và đảo Taino (Zayas, 1914).